# William Harings
William Jacobus Hendrikus Harings (Djatiroto, Java, 10 juni 1912 - Sacramento (Californië), 15 maart 1988) was een aanvallende voetballer van het Nederlands-Indisch voetbalelftal. Hij speelde onder meer voor H.B.S. (Houdt Braaf Stand) in de Hoofdklasse van de Nederlands-Indische voetbalcompetitie, waarmee hij twee keer landskampioen werd. Daarnaast kwam hij uit voor het Bondselftal van Oost-Java.

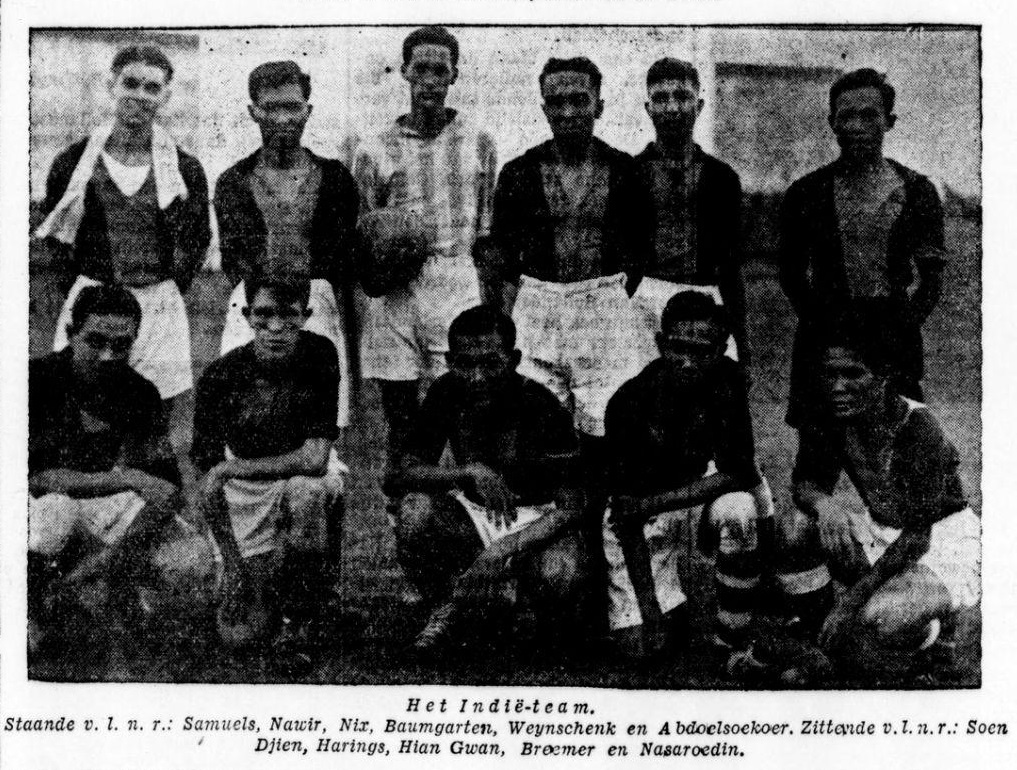
Nederlands-Indisch voetbalelftal 1936. Harings zittend 2e van links.

## Voetbalcarrière
Harings begon in 1932 zijn carrière in de Hoofdklasse van Nederlands-Indië bij voetbalclub T.H.O.R. Hierna speelde hij van 1935 tot 1938 bij H.B.S. waarmee hij in de jaren 1936 en 1937 landskampioen werd. Van 1938 tot 1941 kwam hij uit voor Malang.

## International
Harings speelde volgens de Indische Courant tussen 1935 en 1939 minimaal twaalf wedstrijden met het Nederlands-Indisch voetbalelftal, waarin hij minimaal evenzoveel doelpunten op zijn naam heeft gezet. Hiermee is Harings mogelijk de speler met de meeste caps en goals op zijn naam. Alleen de Oranjespelers Nasaroedin en Giok Sien komen in de buurt van dit record met respectievelijk minimaal elf wedstrijden en negen doelpunten.

## Mobilisatie en internering
Harings was vanaf 1936 beroepssoldaat bij het Wapen der Cavalerie van het KNIL. Zijn eskadron kwam in actie tijdens de verovering van Nederlands-Indië door Japan. Toen Nederlands-Indië op 8 maart 1942 capituleerde werd hij krijgsgevangen genomen. Harings bleef tot 2 september 1945 gevangen in concentratiekampen op Java en in Singapore (onder meer in Tjimahi en Changi Prison). Na de bevrijding van Singapore diende Harings bij de Militaire Politie aldaar. Pas in 1947 konden de KNIL'ers terug naar Java waar de Indonesische Onafhankelijkheidsoorlog was uitgebroken. Als gevolg daarvan bleef Harings tot medio 1947 onder de wapenen tot zijn eskadron Vechtwagens (tanks) werd afgelost door een eenheid van het Regiment Huzaren van Boreel.

## Na de oorlog
In 1946 speelde Harings nog een jaar bij H.B.S. Hierna was hij scheidsrechter voor de Landmacht Voetbal Organisatie en kwam hij nog enkele eren uit voor het L.V.O. elftal voor onderofficieren. In 1950 repatrieerde hij naar Nederland, waar hij tot 1955 onderofficier was bij de Koninklijke Landmacht. Harings emigreerde later naar de Verenigde Staten.

## Trivia
William Harings was een achterneef van Haring Harings.